# Atriplex lanfrancoi
Atriplex lanfrancoi ist eine Art aus der Gattung der Melden (Atriplex) in der Familie der Fuchsschwanzgewächse (Amaranthaceae). Der Strauch ist ausschließlich auf Malta und Gozo zu finden.

## Beschreibung
Atriplex lanfrancoi ist ein dichter Strauch mit einer Wuchshöhe von bis zu 1,5 Meter. Die länglichen Blätter sind leicht fleischig, bis zu 3 Zentimeter lang und cremefarben bis grauweiß, fast silbern gefärbt. Blütezeit ist ungewöhnlicherweise im Sommer. Die unscheinbaren, kleinen Blüten sind in Büscheln angeordnet, eine Krone fehlt. Die Früchte sind kleine Nussfrüchte, während sie reifen, färben sich die Tragblätter rötlich.
Die Chromosomengrundzahl beträgt n=10, was sehr ungewöhnlich ist, da alle anderen Atriplex-Arten eine Chromosomengrundzahl von n=9 aufweisen.

## Verbreitung und Gefährdung
Atriplex lanfrancoi ist ausschließlich auf Malta und Gozo heimisch, dort besiedelt sie Küsten und Kliffe. Vermutlich ist sie ein paläo-endemisches Element der maltesischen Flora. Neben den wilden Vorkommen gibt es einige Ansalbungen, darüber hinaus wird sie gelegentlich auch als Zierpflanze an öffentlichen Orten gebraucht (beispielsweise in der Triq it-Torri (Tower Street) in Qrendi oder in Sliema).
Diese Art gilt als sehr selten und stark gefährdet. Die Bestände umfassen insgesamt (geschätzt) nur noch mehrere Tausend Pflanzen. Wichtige Faktoren der Gefährdung sind ein Schadinsekt (eine Erzwespe der Gattung Eurytoma), das die Samen frisst, ein unbekannter Pilz, der die Reproduktionskraft senkt sowie Umweltverschmutzung und Verdrängung durch invasive Neophyten wie Carpobrotus edulis, Agave americana und Opuntia ficus-indica.

## Systematik
Die Art wurde 1987 von Salvatore Brullo und Pietro Pavone als Cremnophyton lanfrancoi erstbeschrieben, nachdem sie lange mit Halimione portulacoides verwechselt worden war. Dieser Gattungsname bedeutet so viel wie „Pflanze am Hang“, das Artepitheton ehrt den maltesischen Botaniker Edwin Lanfranco.
Nach phylogenetischen Untersuchungen stellten Gudrun Kadereit und Alexander Petrowitsch Suchorukow diese Art 2010 zur Gattung Atriplex (in American Journal of Botany, Band 97, S. 1682). Innerhalb der Gattung gehört sie zur Atriplex lanfrancoi/Atriplex cana-Clade, die wahrscheinlich ein Relikt einer frühen Entwicklungslinie darstellt.
Ein Synonym von Atriplex lanfrancoi (Brullo & Pavone) G.Kadereit & Sukhor. ist Cremnophyton lanfrancoi Brullo & Pavone.

## Nachweise
1. 1 2 3  Hans Christian Weber, Bernd Kendzior: Flora of the Maltese Islands - A Field Guide, 2006, ISBN 3-8236-1478-9, S. 102
2. 1 2 3 4  Bertrand de Montmollin, Wendy Strahm (Hrsg.): The Top 50 Mediterranean Island Plants: Wild plants at the brink of extinction, and what is needed to save them. IUCN/SSC Mediterranean Islands Plant Specialist Group, IUCN, Gland, Switzerland and Cambridge, UK, 2005, PDF online (Memento des Originals vom 4. März 2016 im Internet Archive)  Info: Der Archivlink wurde automatisch eingesetzt und noch nicht geprüft. Bitte prüfe Original- und Archivlink gemäß Anleitung und entferne dann diesen Hinweis., S. 72
3. ↑  Gudrun Kadereit, Evgeny V. Mavrodiev, Elizabeth H. Zacharias & Alexander P. Sukhorukov: Molecular phylogeny of Atripliceae (Chenopodioideae, Chenopodiaceae): Implications for systematics, biogeography, flower and fruit evolution, and the origin of C4 Photosynthesis. -In: American Journal of Botany, Band 97(10), 2010, S. 1682.